# Miracle (chanson des Foo Fighters)
Pour les articles homonymes, voir Miracle (homonymie).
Singles de Foo Fighters
No Way Back/Cold Day in the Sun
(2006) The Pretender
(2007)
Miracle est le cinquième et dernier single du groupe de rock Foo Fighters issu de l'album In Your Honor sorti en 2005.

## Liste des titres
Toutes les chansons sont écrites et composées par Dave Grohl, Taylor Hawkins, Nate Mendel, Chris Shiflett.
| No | Titre                  | Durée |
| -- | ---------------------- | ----- |
| 1. | Miracle                | 3:29  |
| 2. | Suggested Callout Hook | 0:10  |

## Charts
| Chart (2006)      | Position |
| ----------------- | -------- |
| U.S. Adult Top 40 | 39       |

## Membres du groupe lors de l'enregistrement de la chanson
- Dave Grohl - chant, guitare
- Chris Shiflett - guitare
- Nate Mendel - basse
- Taylor Hawkins - batterie
- John Paul Jones - piano